# Terrone Webster
Terrone Webster (12 febbraio 2004) è un velocista anguillano.

## Palmarès
| Anno | Manifestazione          | Sede        | Evento      | Risultato   | Prestazione | Note  |
| ---- | ----------------------- | ----------- | ----------- | ----------- | ----------- | ----- |
| 2019 | CARIFTA Games under-17  | George Town | 100 m piani | Batteria    | 11"44       |       |
| 2019 | CARIFTA Games under-17  | George Town | 200 m piani | 7º          | 23"03       |       |
| 2022 | Giochi del Commonwealth | Birmingham  | 100 m piani | Batteria    | 11"13       | [ 2 ] |
| 2023 | Giochi CAC under-23     | San José    | 100 m piani | Batteria    | 10"84       | [ 3 ] |
| 2023 | Giochi CAC under-23     | San José    | 200 m piani | Batteria    | 22"72       |       |
| 2023 | CARIFTA Games under-20  | Nassau      | 100 m piani | Batteria    | 11"08       |       |
| 2023 | CARIFTA Games under-20  | Nassau      | 200 m piani | Semifinale  | 22"13       | [ 4 ] |
| 2023 | Mondiali                | Budapest    | 100 m piani | Preliminare | 11"03       |       |